# Vườn quốc gia núi Binga
Vườn quốc gia núi Binga là một vườn quốc gia ở Queensland, Úc.
Vườn Quốc gia Núi Binga là một vườn quốc gia ở Mount Binga thuộc vùng Toowoomba thuộc vùng Darling Downs ở Nam Queensland, Úc. Công viên nằm trong khu vực lưu vực của Emu Creek, một chi lưu của sông Brisbane và thuộc vùng sinh học của Đông Nam Queensland.
Vườn quốc gia Mount Binga được thành lập vào năm 2006 để bảo tồn các giá trị tự nhiên và cảnh quan của khu vực. Vườn quốc gia này là một phần của rừng quốc gia Mount Binga vẫn còn tồn tại liền kề với vườn quốc gia.
Phong cảnh là phẳng với một số undulations và có chứa một loạt các loại thực vật. Rừng sản xuất Araucaria chiếm ưu thế. Năm loài nguy cấp đã được ghi nhận trong công viên, bao gồm cả bạch đàn chanh có nguy cơ tuyệt chủng. Các loài chim được tìm thấy ở núi Binga bao gồm cun cút ngực đen, Monarcha melanopsis, Merops ornatus và chim bồ câu Rhipidura rufifrons.